# 4754 Panthoos
4754 Panthoos eller 5010 T-3 är en trojansk asteroid i Jupiters lagrangepunkt L5. Den upptäcktes 16 oktober 1977 av den nederländsk-amerikanske astronomen Tom Gehrels och det nederländska astronomparet Ingrid van Houten-Groeneveld och Cornelis Johannes van Houten vid Palomar-observatoriet. Den är uppkallad efter Panthoos i den grekiska mytologin.
Asteroiden har en diameter på ungefär 53 kilometer.